# Dzbanice
Dzbanice – wieś w Polsce położona w województwie mazowieckim, w powiecie pułtuskim, w gminie Pokrzywnica. Ma status sołectwa.
Wieś szlachecka położona była w drugiej połowie XVI wieku w powiecie serockim ziemi zakroczymskiej województwa mazowieckiego. W 1785 roku jako wieś duchowna wchodziła w skład klucza gzowskiego biskupstwa płockiego. W latach 1975–1998 miejscowość administracyjnie należała do województwa ciechanowskiego.
Przez miejscowość przepływa rzeka Pokrzywnica, dopływ Narwi.

## Demografia
Dane za rok 2009:
| Opis      | Ogółem | Ogółem | Kobiety | Kobiety | Mężczyźni | Mężczyźni |
| --------- | ------ | ------ | ------- | ------- | --------- | --------- |
| jednostka | osób   | %      | osób    | %       | osób      | %         |
| populacja | 149    | 100    | 65      | 43,6    | 84        | 56,4      |